# Риверис (коммуна)
Риверис (нем. Riveris) — община в Германии, в земле Рейнланд-Пфальц.
Входит в состав района Трир-Саарбург. Подчиняется управлению Рувер. Население составляет 429 человек (на 31 декабря 2010 года). Занимает площадь 2,11 км².